# Bang Kapi
Bang Kapi (tiếng Thái: บางกะปิ) là một trong các 50 quận (khet) của Bangkok, Thái Lan. Quận này giáp các quận khác của Bangkok (phía bắc theo chiều kim đồng hồ): Bueng Kum, Saphan Sung, Prawet, Suan Luang, Huai Khwang, Wang Thonglang và Lat Phrao.
Khu vực Bang Kapi đã từng là một cánh rừng và dưới thời vua Nangklao khi Chao Phraya Bodindecha (เจ้าพระยาบดินทรเดชา) dẫn đầu một toán quân nổi loạn ở Champassack và Louangphabang và đưa dân tới định cư ở đây.
Khi dân đông lên, Bang Kapi được lập thành một amphoe của tỉnh Phra Nakhon. Huyện này từn rất lớn nhưng đã bị chia tách nhiều lần để tạo các huyện và quận mới.
Năm 1966, phó huyện Huay Khwang và một phần của phó huyện Bang Kapi được tách khỏi amphoe Phaya Thai.
Năm 1972, Phra Nakhon và Thon Buri được nhập thành một tỉnh Krung Thep Maha Nakhon. Các huyện trong thủ phủ được đổi từ amphoe và tambon thành quận (khet) và phó quận (kwaeng). Bang Kapi đã trở thành một quận mới của tỉnh mới, có 9 phó quận.
Năm 1977, phó huyện Sam Sen Nok được chuyển sang cho quận Huai Khwang.
Năm 1989, Lat Phrao và Bueng Kum được tách ra khỏi Bang Kapi và trở thành các quận mới.
Ngày 4 tháng 10 năm 1997, phó quận Wang Thonglang được nâng thành quận cùng với một phần của phó quận Khlong Chan nhập vào nó.

## Các địa điểm đáng chú ý
- Đại học Ramkhamhaeng
- Đại học Assumption

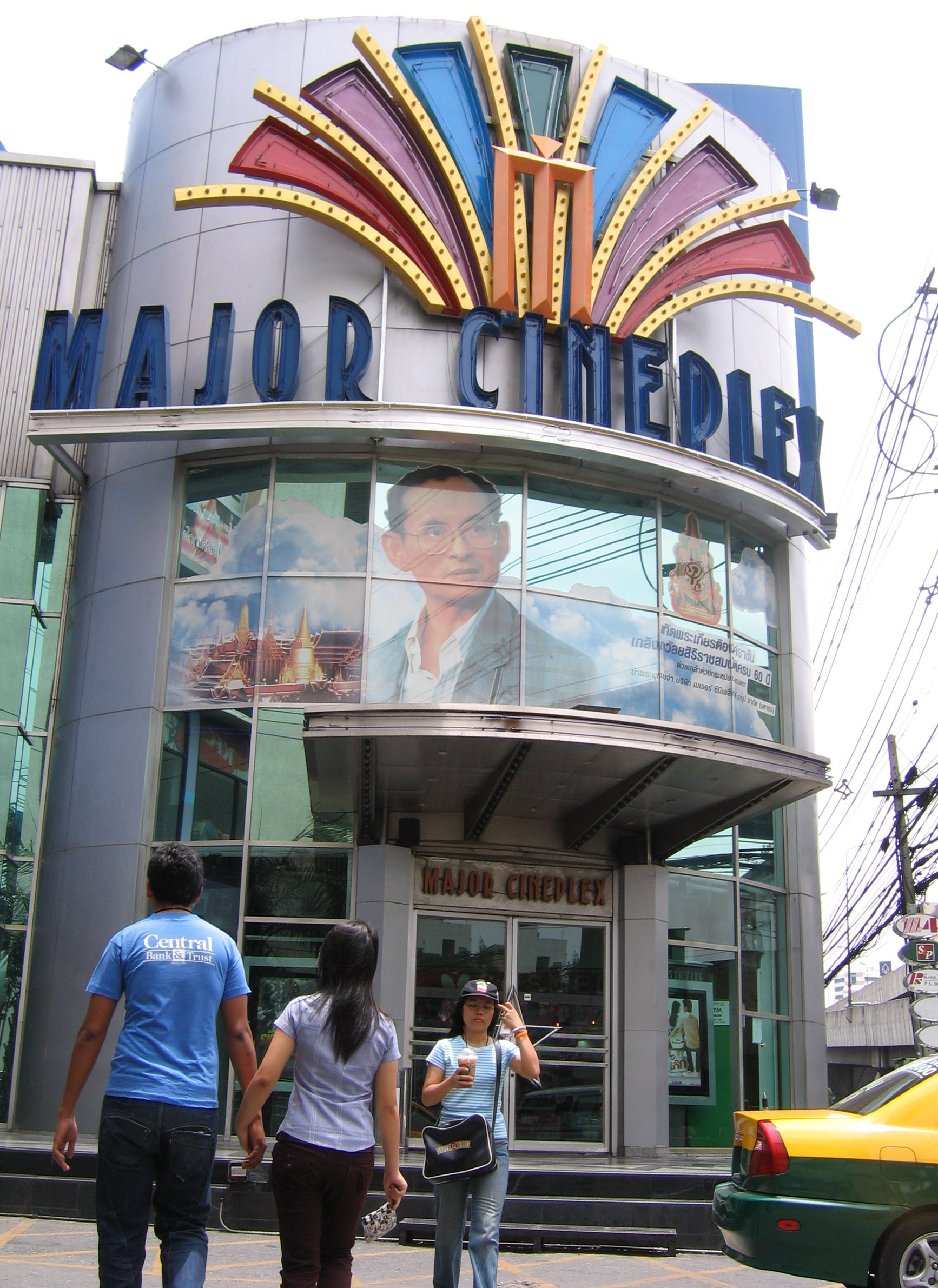
Major Cineplex Ramkhamhaeng

- Tổ hợp thể thao Hua Mak (bao gồm Sân vận động Rajamangala)

## Các đơn vị hành chính
Quận này được chia thành hai phó quận (kwaeng).
| 1. | Khlong Chan | คลองจั่น |  |
| 2. | Hua Mak     | หัวหมาก |  |